# جيف بروك
جيف بروك (بالإنجليزية: Geoff Brock)‏ هو عمدة وسياسي أسترالي، ولد في 1950 في Frankston, Victoria ‏ في أستراليا. انتخب Minister for Local Government ‏ (26 مارس 2014 – 18 مارس 2018) وانتخب Minister for Regional Development ‏ (26 مارس 2014 – 18 مارس 2018) وفي 2009 Frome state by-election ‏، انتخب عضو مجلس النواب جنوب أستراليا من الجمعية عن دائرة Electoral district of Frome ‏ وقد انضم خلال فترته النيابية ‏ (17 يناير 2009 – )  للكتلة البرلمانية مستقل.